# Golden Slumbers
"Golden Slumbers" là sáng tác của ban nhạc The Beatles, nằm trong medley nổi tiếng của album Abbey Road (1969) của họ. Ca khúc bắt nhịp với ca khúc trước đó, "She Came In Through the Bathroom Window", rồi được nối tiếp sang ca khúc tiếp theo, "Carry That Weight". "Golden Slumbers" và "Carry That Weight" thực tế được thu cùng lúc và đều được viết bởi Paul McCartney (được ghi cho Lennon-McCartney). Phần dàn bè hơi và dây được hòa âm bởi George Martin.

## Thành phần tham gia sản xuất
Theo Ian MacDonald.
The Beatles
- Paul McCartney – hát, piano.
- George Harrison – bass.
- Ringo Starr – trống, timpani.

Các nghệ sĩ khác
- George Martin – sản xuất, hòa âm.
- Dàn nhạc – 12 violin, 4 viola, 4 cello, double bass, 4 kèn cor, 3 trumpet, trombone, bass trombone.